# Nukutavake
Nukutavake – atol w archipelagu Tuamotu w Polinezji Francuskiej, położony 1125 km na wschód od Papeete. Główny ośrodek gminy Nukutavake.

## Charakterystyka fizycznogeograficzna
Atol mierzy 5,2 km długości i 1,3 km szerokości. Jego powierzchnia wynosi 5,5 km². 
Nukutavake liczy 170 mieszkańców, najważniejsza miejscowość to Tavananui. W 1981 roku na wyspie wybudowano lądowisko dla samolotów.